# May Jacks
May Jacks (fl. XIX secolo) è stata una tennista britannica.
Nel 1890 ottiene il suo miglior risultato arrivando in finale al Torneo di Wimbledon, perdendo 6-4, 6-4 da Lena Rice.